# Гранальоне
Гранальоне (итал. Granaglione) —  коммуна в Италии, располагается в регионе Эмилия-Романья, подчиняется административному центру Болонья.
Население составляет 2089 человек, плотность населения составляет 54 чел./км². Занимает площадь 39 км². Почтовый индекс — 40030. Телефонный код — 0534.
Покровителем коммуны почитается святитель Николай Мирликийский, его память совершается 6 декабря.